# Craigieknowes Golf Course
Craigieknowes Golf Course is een par 3 golfbaan in Barnbarroch in Schotland. De golfbaan heeft 9 holes en beschikt niet over een driving range. Craigieknowes Golf Course heeft een eigen clubhuis.

## Scorekaart
| Hole   | Lengte in meter | Par | Stroke index |
| ------ | --------------- | --- | ------------ |
| 1      | 132             | 3   | 15           |
| 2      | 162             | 3   | 11           |
| 3      | 158             | 3   | 1            |
| 4      | 143             | 3   | 5            |
| 5      | 125             | 3   | 13           |
| 6      | 152             | 3   | 3            |
| 7      | 180             | 3   | 9            |
| 8      | 82              | 3   | 17           |
| 9      | 138             | 3   | 7            |
| Totaal | 1.272           | 27  |              |